# Fernando Corbató
Fernando José Corbató (n. 1 iulie 1926, Oakland, California, SUA – d. 12 iulie 2019, Newburyport⁠(d), Massachusetts, SUA) a fost un informatician american, cunoscut ca pionier în domeniul dezvoltării sistemelor de operare cu partajare a timpului. Printre multele distincții primite, este laureat al Premiului Turing în 1990, „pentru munca de pionierat în organizarea conceptelor și conducerea dezvoltării de sisteme de calculatoare de uz general, pe scară largă, cu partajare a timpului și a resurselor”.